# Nepahwin Lake
Nepahwin Lake är en sjö i Kanada.   Den ligger i kommunen Greater Sudbury och provinsen Ontario, i den sydöstra delen av landet, 400 km väster om huvudstaden Ottawa. Nepahwin Lake ligger 257 meter över havet. Arean är 1,4 kvadratkilometer. Den sträcker sig 1,4 kilometer i nord-sydlig riktning, och 2,0 kilometer i öst-västlig riktning.